# Præsidentvalget i USA 1808
Præsidentvalget i USA 1808 var det sjette præsidentvalg i USA, der blev afholdt fra fredag den 4. november til onsdag den 7. december 1808. Den demokratisk-republikanske kandidat James Madison besejrede den føderalistiske kandidat Charles C. Pinckney.
Madison havde fungeret som udenrigsminister siden præsident Thomas Jefferson tiltrådte i 1801. Jefferson, som havde afvist at stille op for en tredje periode, kastede sin støtte bag Madison – en kollega fra Virginia . Siddende vicepræsident George Clinton og tidligere ambassadør James Monroe udfordrede dog begge Madison kandidatur internt i det demokratisk-republikanske parti, men Madison vandt sit partis nominering og Clinton blev gennomineret som vicepræsident. Føderalisterne valgte at gennominere Pinckney, en tidligere ambassadør, der ligeledes havde fungeret som partiets 1804-præsidentkandidat. Rufus King blev ligeledes igen nomineret som føderalisternes vicepræsidentkandidat.
Til trods for mostanden mod embargoloven fra 1807 vandt Madison et store flertal af valgmandsstemmer uden for den føderalistiske højborg New England. Clinton fik seks valgmandsstemmer til præsident fra sin hjemstat New York. Dette valg var det første af to tilfælde i amerikansk historie, hvor en ny præsident blev valgt, men den siddende vicepræsident vandt genvalg – det andet tilfælde var i 1828.

## Yderligere læsning
- Brant, Irving, "Valget af 1808" i Arthur Meier Schlesinger og Fred L. Israel, red. Historien om amerikanske præsidentvalg, 1789-1968: bind 1 (1971) s. 185-249
- Carson, David A. "Quiddism and the Reluctant Candidacy of James Monroe in the Election of 1808," Mid-America 1988 70(2): 79–89

## Eksterne links
- Valg i 1808 – Counting the Votes Arkiveret 1. oktober 2019 hos  Wayback Machine
- Præsidentvalg i 1808: En ressourcevejledning fra Library of Congress
- A New Nation Votes: American Election Returns, 1787-1825